# Stazione di Tsubata
La stazione di Tsubata (津幡駅?, Tsubata-eki) è la principale stazione ferroviaria della cittadina omonima, nella prefettura di Ishikawa della regione dell'Hokuriku in Giappone. La stazione si trova lungo la linea principale Hokuriku della JR West, ed è capolinea per la linea Nanao.

## Linee e servizi
West Japan Railway Company
■ Linea principale Hokuriku
■ Linea Nanao

## Struttura
La stazione di Tsubata è dotata di due marciapiedi a isola, con quattro binari totali. Il fabbricato viaggiatori dispone di servizi igienici, chiosco, biglietteria presenziata (aperta dalle 6:00 alle 20:00) e sala d'attesa. 
| 1-2 | ■ Linea principale Hokuriku | per Kanazawa e Fukui   |
| 3   | ■ Linea principale Hokuriku | per Ishikawa e Naoetsu |
| 4   | ■ Linea Nanao               | per Nanao              |

## Stazioni adiacenti
| «                         | Servizio                      | »                         |
| Linea principale Hokuriku | Linea principale Hokuriku     | Linea principale Hokuriku |
| ------------------------- | ----------------------------- | ------------------------- |
| Morimoto                  | Locale                        | Kurihara                  |
| Kanazawa                  | Rapido Holiday Liner Kanazawa | Isurugi                   |
| Linea Nanao               |                               |                           |
| Morimoto                  | Locale                        | Nakatsubata               |